# Brtonigla
Brtonigla (em italiano:  Verteneglio) é um município da Croácia, situado no condado da Ístria. Tem 32,72 km² de área e sua população em 2011 foi estimada em 1.626 habitantes.